# Klemen Andersen
Klemen Andersen, bijgenaamd Skipper Clement (verm. Noord-Jutland, 1484 - Viborg, 9 september 1536) was een Deense kaper en bekend als leider van de boerenopstand tijdens de Gravenvete van 1534 tot 1536.

## Christiaan II
Hij kwam waarschijnlijk uit een grote boerenfamilie uit Noord-Jutland. Hoewel hij vaak zelf ook als boer wordt aangezien, lijkt het er op dat hij ook koopman was. Hij ondersteunde als kaper (vandaar skipper of schipper) vanaf het begin koning Christiaan II toen deze in 1523 was afgezet ten gunste van Frederik I. Hij hielp de koning ook toen deze in 1532 vanuit Medemblik vertrok met twaalf schepen en zevenduizend man naar Noorwegen. Christiaan kwam echter in augustus 1532 door verraad in handen van Frederik, die hem voor de rest van zijn leven opsloot.

## Gravenvete

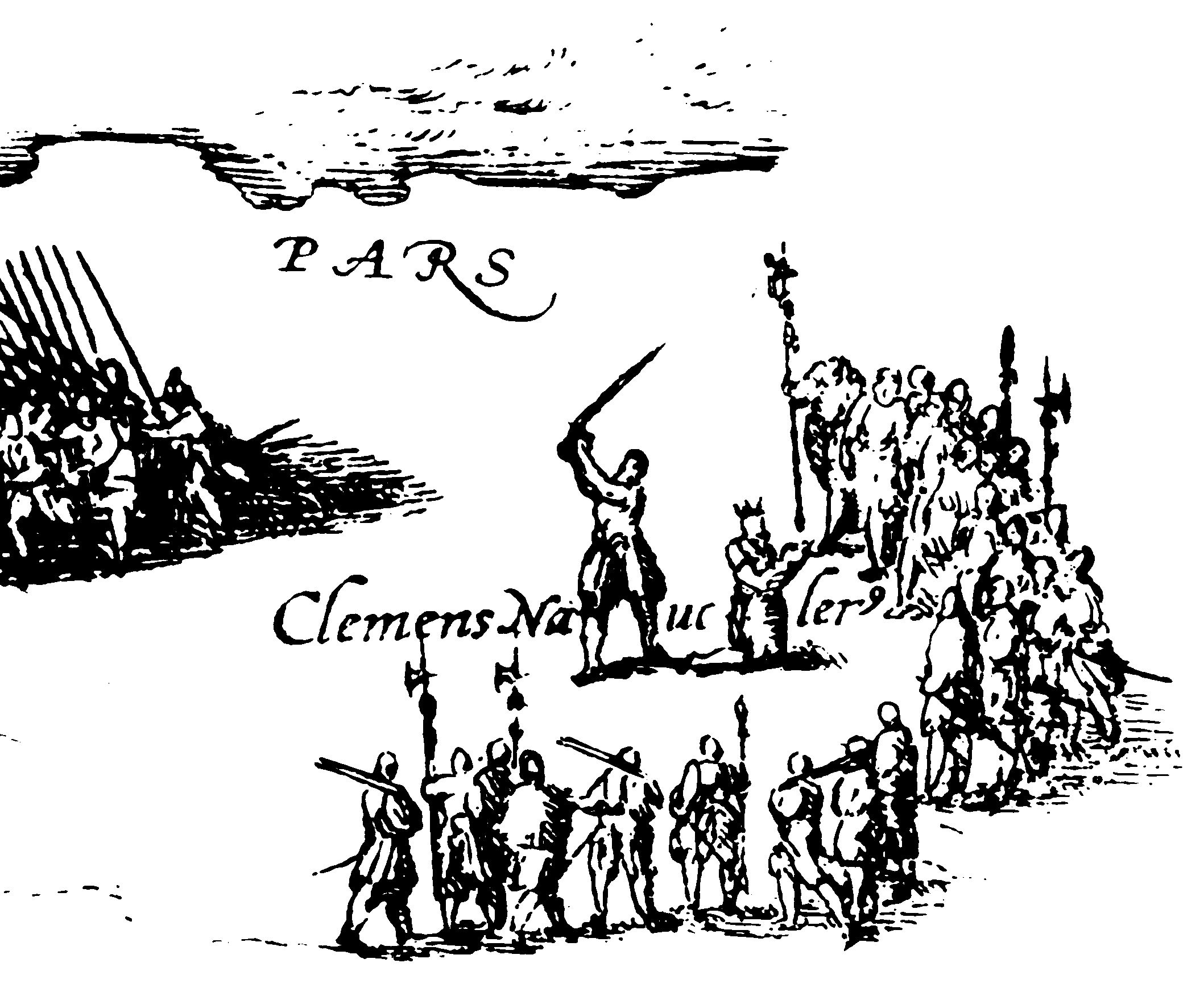
De onthoofding van Klemen op een ets uit 1574

Toen de oorlog in 1534 uitbrak, ging Klemen terug naar Jutland, en riep de opstand uit tegen de adel en de net gekozen koning Christiaan III, die tegen Lübeck streed. Schijnbaar zonder de hulp van Lübeck - een oude vijand van Klemen - wist hij een leger van boeren bij elkaar te brengen en Aalborg tot zijn hoofdkwartier te maken. Hij verdreef de adel en brandde veel van hun kastelen af. Hij had gedurende enige tijd het grootste deel van Jutland onder controle en wist op 16 oktober zelfs een leger van edelen te verslaan bij Svenstrup. Zijn leger was echter onderbewapend en had te weinig discipline. Nadat Christiaan III met Lübeck op 18 november 1534 de Vrede van Stockelsdorf had afgesloten, had de generaal van Christiaan, Johan Rantzau, zijn handen vrij om Klemen aan te pakken. In december bestormde deze Aalborg en wist het boerenleger na een zware strijd te verslaan. Klemen kon ontsnappen, maar werd verraden en gevangengenomen. Aan het einde van de burgeroorlog werd hij onthoofd in Viborg.
Romantische historici en schrijvers hebben Klemen afgespiegeld als een revolutionair figuur die opkwam voor de rechten van de gewone man. Hij wordt vereerd als held in Noord-Jutland, waar in 1931 een standbeeld voor hem werd opgericht. In hoeverre hij werkelijk sociaal of ideologisch betrokken was, valt niet na te gaan, maar als de laatste boerenopstandeling zijn er parallellen met Wat Tyler in Engeland, Thomas Münzer in Duitsland en Jemeljan Poegatsjov in Rusland.